# Reinhard F. Hahn

Reinhard F. Hahn (2023)

Reinhard Franz Hahn (außerhalb Deutschlands auch als Ron Hahn bekannt, mit dem einmalig benutzten Pseudonym Franz Brookmann; * 24. August 1947 in Hamburg) ist ein deutsch-australisch-amerikanischer Autor, der Werke auf Plattdeutsch, Hochdeutsch und Englisch verfasst.

## Leben und Wirken
Hahn wuchs in Hamburg-Wilhelmsburg auf. Er lebte später in Israel (Galiläa), Australien (Perth und Fremantle) und China (Peking und Nanjing) sowie in Seattle, Washington in den USA. Er wohnt derzeit in der im amerikanischen Bundesstaat Kalifornien gelegenen  Stadt Santa Barbara.
In Australien und China studierte er Sinologie, Ostasienkunde, Südostasienkunde, Malaiisch/Indonesisch und Japanisch, danach in Amerika zusätzlich Zentralasienkunde und Altaische Sprachen. Insbesondere beschäftigte er sich mit den nördlichen Minderheitensprachen Chinas. Sein Studium inspirierte ihn später, sich im Privatleben mit der ursprünglichen, nun weitgehend vom Deutschen (Hochdeutschen) verdrängten Regionalsprache seiner eigenen Heimat und Vorfahren zu beschäftigen – nämlich dem Niederdeutschen.
Etliche niederdeutsche Werke Hahns wurden in Zeitschriften und Anthologien veröffentlicht, vor allem von der Freudenthal-Gesellschaft. Er beschäftigt sich insbesondere mit dem Übertragen fremdsprachiger Werke ins Niederdeutsche (Plattdeutsche) und vom Niederdeutschen in andere Sprachen. Er bemüht sich, die Sprache international bekannt zu machen, sie als eigenständig gelten zu lassen und weltweite Verbindungen unter ihren Sprechern und Schriftstellern herzustellen.
Hahn gründete und betrieb im Internet die Mailingliste Lowlands-L, die sich mit den Sprachen der Gebiete an den Nord- un Ostseeküsten, den „niederen Landen“ beschäftigte, einschließlich Niederdeutsch, Niederländisch (und andere niederfränkische Sprachformen) und Friesisch, sowie mit Sprachen, die von ihnen abstammen, beispielsweise Englisch, und Afrikaans, sowie von diesen Sprachen abgeleitete Pidgin- und Kreolsprachen.
Er ist der erste Übersetzer des englischen Buchs Alice’s Adventures in Wonderland ins Plattdeutsche.
2023 erschien sein Buch Mien Hart is as de Harvsttiedmaand, das 100 aus dem Chinesischen ins Plattdeutsche und Hochdeutsche übertragene Gedichte aus der Tang-Dynastie Chinas enthält.

## Auszeichnungen
2008 wurde Hahn von Bert Anciaux (damaliger Kultusminister Belgiens) für seine Bemühungen, Informationen über das Niederländische und verwandte Sprachen weltweit zu erweitern, mit einer Medaille ausgezeichnet.
1998 erreichte Hahn beim Freudenthal-Preis-Ausschreiben mit „Vadderland — Vadderspraak, un annere Riemels ahn Riem“ den zweiten Platz. Im folgenden Jahr teilte er sich mit Hellmer Stumberg den ersten Preis von der Freudenthal-Gesellschaft, und zwar für seinen Gedichtzyklus „elektroonsche elegien - lyrik för de jaardusendwenn“. 2023 erhielt er noch einmal den ersten Freudenthal-Preis, dieses Mal allein, und zwar für den Gedichtzyklus „Keen Weg, keen Torügg“.

## Publikationen (Auswahl)

### Als Autor
- Spoken Uyghur. University of Washington Press, Seattle 1991, 2007.
- Diachronic Aspects of Regular Disharmony in Modern Uyghur. In: William G. Boltz, Michael C. Shapiro (Hrsg.): Studies in the Historical Phonology of Asian Languages. John Benjamins, 1991, S. 68–101, ISBN 978-90-272-3574-9, doi:10.1075/cilt.77.05hah
- Uyghur. In: Lars Johanson,  Éva Ágnes Csató (Hrsg.): The Turkic Languages. (Nur in der 1. Ausgabe des Werkes), Routledge, 1998, ISBN 978-0-415-08200-6, S. 379–396.
- An Annotated Sample of Ili Turki. In: Acta Orientalia Academiae Scientiarum Hungaricae, 45 (1), 1991, S. 31–53, JSTOR:23658071
- Mien Hart is as de Harvsttiedmaand – Chinesische Lyrik aus der Tang-Zeit mit niederdeutschen und hochdeutschen Übertragungen von Reinhard F. Hahn. Verlag.marless.de, 2023, ISBN 978-3-9822695-1-1.

### Als Übersetzer
- Lewis Carroll: Alice ẹhr Ẹventüürn in’t Wunnerland. Cathair na Mart (Irland); Evertype, 2010, ISBN 978-1-904808-62-6.